# Ambassade d'Algérie en Suisse
L'ambassade d'Algérie en Suisse est la représentation diplomatique de l'Algérie en Suisse, qui se trouve à Berne, la capitale du pays.

## Ambassadeurs d'Algérie en Suisse

### Consulats
L'Ambassade possède un consulat, à Genève.